# Megaselia gracilipes
Megaselia gracilipes är en tvåvingeart som beskrevs av Borgmeier 1964. Megaselia gracilipes ingår i släktet Megaselia och familjen puckelflugor.
Artens utbredningsområde är Colorado. Inga underarter finns listade i Catalogue of Life.